# Alessandro Verde
Alessandro Verde (27 maart 1865 – 29 maart 1958) was een Italiaans geestelijke en kardinaal.

## Biografie
Verde werd geboren in Sant'Antimo in 1865. In 1890 werd hij tot priester gewijd. Daarna werkte hij in de Romeinse Curie en in het bisdom Rome. Hij werd verheven tot apostolisch protonotaris in 1897. Hij werkte ook voor de Congregatie voor de Evangelisatie van de Volkeren. In 1915 werd hij secretaris van de Congregatie voor de Heilig- en Zaligsprekingsprocessen. In 1925 volgde zijn installatie tot kardinaal-diaken door Pius XI. Hij was tussen 1939 en 1958 aartspriester van de Basiliek van Santa Maria Maggiore. 
Verde nam deel aan het Conclaaf van 1939. 
Met het overlijden van Enrico Sibilia in 1948 werd hij de oudste nog levende kardinaal. Hij overleed tien jaar later op 93-jarige leeftijd.
- Bibliothèque nationale de France: cb10647639d (data)
- Gemeinsame Normdatei: 1128092115
- International Standard Name Identifier: 0000 0000 6187 5952
- Istituto Centrale per il Catalogo Unico: CUBV041451
- Virtual International Authority File: 89730955
- WorldCat: E39PBJpV4ypK7cj3CQKC8k94bd